# 1648 az irodalomban
Az 1648. év az irodalomban.

## Publikációk
- Paul Scarron: Le Virgile travesti (Az átköltött Vergilius, 1648–1653), a barokk heroikus költészet paródiája.

## Születések
- október – Otrokocsi Fóris Ferenc bölcseleti, teológiai és jogi doktor, a barokk gályarab-irodalom képviselője († 1718)

## Halálozások
- március 12.– Tirso de Molina költő, elbeszélő, drámaíró, a spanyol barokk dráma egyik neves képviselője (* 1579)
- augusztus 24. – Diego de Saavedra Fajardo spanyol író, államférfi, diplomata (* 1584)